# Municipio de Neola
El municipio de Neola (en inglés: Neola Township) es un municipio ubicado en el condado de Pottawattamie en el estado estadounidense de Iowa. En el año 2010 tenía una población de 1180 habitantes y una densidad poblacional de 12,78 personas por km².

## Geografía
El municipio de Neola se encuentra ubicado en las coordenadas 41°27′32″N 95°39′56″O / 41.45889, -95.66556. Según la Oficina del Censo de los Estados Unidos, el municipio tiene una superficie total de 92.31 km², de la cual 92,02 km² corresponden a tierra firme y (0,31 %) 0,28 km² es agua.

## Demografía
Según el censo de 2010, había 1180 personas residiendo en el municipio de Neola. La densidad de población era de 12,78 hab./km². De los 1180 habitantes, el municipio de Neola estaba compuesto por el 98,39 % blancos, el 0,17 % eran afroamericanos, el 0,25 % eran amerindios, el 0,25 % eran asiáticos, el 0,34 % eran de otras razas y el 0,59 % eran de una mezcla de razas. Del total de la población el 2,29 % eran hispanos o latinos de cualquier raza.